# Five years gone
Five years gone es el vigésimo capítulo de la primera temporada de la serie de drama y ciencia ficción Héroes, creada por Tim Kring. Está dirigido por Paul Edwards y escrito por Joe Pokaski. En Estados Unidos, el capítulo consiguió reunir una audiencia media de 11,92 millones de espectadores.

## Trama
Hiro y Ando viajan al futuro por error y llegan a Nueva York asolada por la bomba cinco años antes. Los dos van al apartamento de Isaac, donde encuentran al Hiro del futuro. Éste les dice que los devolverá al pasado, ya que el Hiro del pasado debe matar a Sylar. En ese momento entran agentes del Departamento de Seguridad Nacional en el apartamento, liderados por Matt Parkman y el Haitiano, que consiguen capturar al Hiro Nakamura del pasado.
Ando y Hiro del futuro escapan, y este último revela ser buscado como terrorista. Los dos se dirigen a Las Vegas en busca de Peter Petrelli. Allí encuentran a Niki Sanders, que ahora es novia de Peter. 
D.L., Micah y Ando murieron a causa de la explosión, atribuida a Sylar, pero que en realidad fue obra de Peter. Nathan Petrelli es presidente de los Estados Unidos y Matt Parkman trabaja para él, persiguiendo a todas las personas con poderes. Nathan considera a la mayoría de ellos una amenaza, y encarga a Mohinder un virus para acabar con ellos. Noah Bennet trabaja ayudando a proteger a las personas con poderes. En todos esos años, Hiro Nakamura del futuro ha estado trabajando para cambiar el pasado.
Parkman le saca el paradero de Claire Bennet (que sigue viva gracias al viaje de Hiro) a su padre Noah, y lo mata. Luego captura a Claire y la lleva ante Nathan. Éste resulta ser Sylar disfrazado, quien mata a Claire obteniendo sus poderes.
Peter, Hiro y Ando van al edificio donde esconden a Hiro del pasado. Mohinder va a matar a Hiro mientras el Haitiano lo sujeta, pero al final mata al Haitiano, liberando a Hiro. Llegan Peter, el otro Hiro y Ando, seguidos de Matt Parkman, que mata a Hiro del futuro.
Al enterarse de ello, Sylar vuela hasta el edificio, donde revela su verdadera identidad. Él y Peter empiezan a luchar con sus poderes. Ando y Hiro regresan al pasado, llevándose con ellos el cómic de Isaac Méndez del futuro, en el que Hiro mata a Sylar.